# Neovespicula depressifrons
Neovespicula depressifrons és una espècie de peix pertanyent a la família dels tetrarògids i l'única del gènere Neovespicula.

## Etimologia
Neovespicula  deriva del mot grec neos (nou) i del llatí vespa, -ae (vespa).

## Descripció
El seu cos, força comprimit i allargat, fa 10 cm de llargària màxima. 13-14 espines a l'aleta dorsal i 3 més a l'anal. Aletes pectorals amb 11-11 radis tous.Línia lateral contínua. Posseeix glàndules de verí a la base d'algunes de les espines. Aleta dorsal ocupant tot el dors (des del clatell fins al peduncle caudal) i mostrant-se sempre dreta per la presència d'espines dures erèctils. La coloració de fons és beix clar i amb taques marrons escampades per tot el cos, les quals són més presents a les aletes (llevat de la caudal que és gairebé transparent). Té dues franges obliqües (una a cada costat) des de l'inici de l'aleta caudal fins a la boca, les quals li travessen els ulls.

## Alimentació
És un depredador sigil·lós que es nodreix de peixets i invertebrats, i el seu nivell tròfic és de 3,42. En captivitat, és difícil d'alimentar, ja que aquest depredador requereix aliment viu que pugui capturar en moviment. L'Artemia salina viva és el millor aliment que se li pot donar en un principi fins que s'acostuma a d'altres (com, per exemple, larves de mosquit). També pot acceptar força bé, una vegada que s'hi acostuma, trossos de musclos, gambes o calamars, però és difícil que accepti aliment sec (com ara, grànuls o escates). Cal anar amb compte amb els seus companys d'aquari, ja que devorarà qualsevol peix que pugui cabre en la seua boca (peixets, alevins d'altres espècies, gambetes, etc.).

## Hàbitat i distribució geogràfica
És un peix marí, d'aigües dolces i salabroses, demersal i de clima tropical (22 °C-28 °C), el qual viu a les illes Andaman, Indonèsia, Papua Nova Guinea i les illes Filipines.

## Observacions
És verinós per als humans, el seu índex de vulnerabilitat és de baix a moderat (32 de 100) i és present al comerç internacional de peixos ornamentals (entre 7,50 i 10 lliures esterlines al mercat britànic l'any 2006). Cal tindre moltíssima precaució en manipular-ho per la presència de les espines verinoses de les aletes dorsal i pectorals: la picada no és mortal, però sí molt dolorosa i pot presentar inflamació durant un temps.